# Пат, Хасинто
Хасинто Пат (Jacinto Pat; 1797 — 8 сентября 1849) — батаб (вождь) майя, известный как один из руководителей вооружённой борьбы повстанцев в Юкатанской войне рас (каст).

## Происхождение
Пат — древняя фамилия майя, означающая «изобретать», «создавать» и «делать вещи из глины или воска». До испанского вторжения род Пат управлял вождеством (касикством) майя Экаб и удерживал власть на острове Косумель. Ах Наум Пат был верховным правителем (халач-уиником) Косумеля на момент прибытия испанских конкистадоров, после которого многие жители острова переселились на полуостров Юкатан. Более 70 семей с фамилией Пат жили в Кочуа, особенно в Тихосуко.
Хасинто Пат был родом из Тихосуко в современном штате Кинтана-Роо. Он был мелким помещиком; в его собственность входили асьенда Кулумпич и ранчо Панаба.

## Юкатанская война рас
Когда в 1847 году на полуострове готовилось восстание юкатанских майя против креольских властей (как центрального правительства в Мехико, так и отколовшейся от него сепаратистской Республики Юкатан), Пат был одним из его зачинщиков. Первоначально он присоединился к Сесилио Чи, батабу майя из Тепича. Ещё двумя вождями восстания были руководитель вальядолидского нашествия Бонифасио Новело и  батаб из деревни Чичимилья Мануэль Ай, но последний был схвачен и казнён на этапе подготовки. 
Хасинто Пат возглавил выступления против произвола светских и духовных властей и за возвращение индейцам отнятых у них общинных земель. После участия в захвате Вальядолида Пату было поручено командование на территории к югу от Тихосуко. Он также отвечал за закупку пороха и свинца из Белиза для снабжения войск Чи.
К середине 1848 года восставшие овладели большей частью полуострова. Однако в конце концов, Пат и Чи столкнулись из-за противоположных взглядов. Пат хотел сосредоточиться на политических переговорах с целью создания государства майя, в то время как Чи предпочитал продолжать борьбу до тех пор, пока на Юкатане не останется никаких креолов или белых жителей. Пат заключил Цукакабский договор с правительством штата Юкатан в апреле 1848 года. Соглашение предусматривало некоторые социальные уступки в пользу майя (например, снизило обязательные сборы за брак и крещение, взимаемые с коренного населения, и предусматривал возврат оружия, конфискованного у населения майя), а также провозгласило Пата «Великим касиком Юкатана», главой всех «индейских капитанов» и коренного населения штата. Однако Чи не признал действительности договора и продолжал сражаться до своего убийства в декабре 1848 года. Большинством других вождей договор также был отвергнут.

## Гибель и память
После смерти Сесилио Чи ещё один майянский каудильо Хосе Венансио Пек объявил Пата предателем за подписание Цукакабского договора. 8 сентября 1849 года Пат был убит Пеком в деревне Хольхен.
После своей гибели Пат стал народным героем майя, о его жизни сложено множество легенд.
Возле Музея культуры майя в Четумале расположена статуя Пата работы мексиканского скульптора Антонио Кастельяноса. Другие памятники Пату находятся в его родном городе Тихосуко в Музее войны рас и в Мехико на Пасео-де-ла-Реформа.
Пат был женат на Фелисиане Пук, с которой у них было две дочери и трое сыновей: Эстебан, Сильвестр и Марсело, которые вместе с ним участвовали в восстании. Сын Пата Марсело погиб в битве при Ошкуцкабе.

## Примечание
1. ↑  Terry Rugeley. Yucatán's Maya Peasantry and the Origins of the Caste War. — University of Texas Press, 2010. — P. 154. — ISBN 978-0292774704.
2. ↑  Terry Rugeley. Yucatán's Maya Peasantry and the Origins of the Caste War. — University of Texas Press, 2010. — P. 179. — ISBN 978-0292774704.
3. ↑  Dumond, Don. The Machete and the Cross: Campesino Rebellion in Yucatan. — University of Nebraska Press, 1997. — P. 120. — ISBN 9780803217065.
4. ↑  Readings in Belizean History / Salam. — National Institute of Culture & History, 2004. — P. 101. — ISBN 9789768111944.
5. 1 2  Faces of Resistance: Maya Heroes, Power, and Identity / Kistler. — University of Alabama Press, 2018. — P. 109−114. — ISBN 9780817319878.
6. ↑  Terry Rugeley. Yucatán's Maya Peasantry and the Origins of the Caste War. — University of Texas Press, 2010. — P. 218. — ISBN 978-0292774704.
7. ↑  Robbins, Nicholas. Native Insurgencies and the Genocidal Impulse in the Americas. — Indiana University Press, 2005. — P. 59. — ISBN 9780253111678.